# Jürgen Fanghänel
Jürgen Fanghänel (n. 1 august 1951, Limbach-Oberfrohna, Land Sachsen⁠(d), RDG) este un boxer german, medaliat olimpic. A participat la 3 ediții ale Jocurilor Olimpice (1972, 1976, 1980) în care a câștigat o medalie de bronz.